# 阿列克谢·库德林
阿列克谢·列昂尼多维奇·库德林（俄语：Алексей Леонидович Кудрин，1960年10月12日—），出生于拉脱维亚，俄罗斯政治人物。曾担任俄罗斯政府副总理、财政部部长。2011年9月26日，库德林因与總統梅德韋傑夫政见不合而辞职。2018年至2022年，曾担任俄联邦审计署署长。